# Rosiwka
Rosiwka (ukr. Росівка) – wieś na Ukrainie, w obwodzie żytomierskim, w rejonie żytomierskim. W 2001 liczyła 166 mieszkańców, wśród których 164 jako ojczysty język wskazało ukraiński, a 2 rosyjski.